# Vuelta al País Vasco 2022
La 61.ª edición de la Vuelta al País Vasco (oficialmente: 2022ko Euskal Herriko Itzulia) fue una carrera de ciclismo en ruta por etapas que se celebró entre el 4 y el 9 de abril de 2022 con inicio en la ciudad de Fuenterrabía y final en el monte Arrate situado sobre la ciudad de Éibar en España. El recorrido consta de un total de 6 etapas sobre una distancia total de 882 kilómetros
La carrera formó parte del circuito UCI WorldTour 2022, calendario ciclístico de máximo nivel mundial, siendo la décima tercera carrera de dicho circuito y fue ganada por el colombiano Daniel Felipe Martínez del INEOS Grenadiers. Completaron el podio, como segundo y tercer clasificado respectivamente, el español Ion Izagirre del Cofidis y el ruso Aleksandr Vlasov del Bora-Hansgrohe.

## Equipos participantes
Tomaron parte en la carrera 23 equipos: 18 de categoría UCI WorldTeam y 5 de categoría UCI ProTeam. Formaron así un pelotón de 156 ciclistas de los que acabaron 54. Los equipos participantes fueron:
| WorldTeams (18)- AG2R Citroën Team - Astana Qazaqstan Team - Bahrain Victorious - Bora-Hansgrohe - Cofidis - EF Education-EasyPost - Groupama-FDJ - Ineos Grenadiers - Intermarché-Wanty-Gobert Matériaux - Israel-Premier Tech - Jumbo-Visma - Lotto-Soudal - Movistar Team - Quick-Step Alpha Vinyl - BikeExchange-Jayco - Team DSM - Trek-Segafredo - UAE Team Emirates ProTeams (5)- TotalEnergies - Burgos-BH - Caja Rural-Seguros RGA - Equipo Kern Pharma - Euskaltel-Euskadi |
| |

## Recorrido
La Vuelta al País Vasco dispuso de seis etapas divididas en una contrarreloj individual en la primera etapa, cuatro etapas de media montaña, y una etapa de alta montaña para un recorrido total de 882 kilómetros. 
| Etapa     | Fecha    | Recorrido                   | type                    | Distancia (km) | Desnivel (m) | Ganador                | Líder                  |
| --------- | -------- | --------------------------- | ----------------------- | -------------- | ------------ | ---------------------- | ---------------------- |
| 1.ª etapa | 4 de abr | Fuenterrabía – Fuenterrabía | contrarreloj individual | 7,5            | 100 m        | Primož Roglič          | Primož Roglič          |
| 2.ª etapa | 5 de abr | Leiza – Viana               | etapa escarpada         | 207,9          | 2625 m       | Julian Alaphilippe     | Primož Roglič          |
| 3.ª etapa | 6 de abr | Llodio – Amurrio            | etapa de media montaña  | 181,7          | 3278 m       | Pello Bilbao           | Primož Roglič          |
| 4.ª etapa | 7 de abr | Vitoria – Zamudio           | etapa de media montaña  | 185,6          | 2703 m       | Daniel Felipe Martínez | Primož Roglič          |
| 5.ª etapa | 8 de abr | Zamudio – Mallavia          | etapa de montaña        | 163,7          | 3485 m       | Carlos Rodríguez       | Remco Evenepoel        |
| 6.ª etapa | 9 de abr | Éibar – Arrate              | etapa de montaña        | 135,6          | 3636 m       | Ion Izagirre           | Daniel Felipe Martínez |

## Desarrollo de la carrera

### 1.ª etapa
| Fuenterrabía - Fuenterrabía | contrarreloj individual | (7,5 km) |

| \| Clasificación de la etapa \| Clasificación de la etapa \| Clasificación de la etapa \| Clasificación de la etapa \| Clasificación de la etapa \| \| Ciclista \| Ciclista \| Equipo \| Tiempo \| \| \| ------------------------- \| ------------------------- \| ------------------------- \| ------------------------- \| ------------------------- \| \| 1.º \| Primož Roglič \| Jumbo-Visma \| 9 min 48 s \| \| \| 2.º \| Remco Evenepoel \| Quick-Step Alpha Vinyl \| + 5 s \| \| \| 3.º \| Rémi Cavagna \| Quick-Step Alpha Vinyl \| + 16 s \| \| \| 4.º \| Geraint Thomas \| Ineos Grenadiers \| + 18 s \| \| \| 5.º \| Adam Yates \| Ineos Grenadiers \| + 18 s \| \| \| 6.º \| Aleksandr Vlásov \| Bora-Hansgrohe \| + 18 s \| \| \| 7.º \| Bruno Armirail \| Groupama-FDJ \| + 20 s \| \| \| 8.º \| Ion Izagirre \| Cofidis \| + 20 s \| \| \| 9.º \| Jonas Vingegaard \| Jumbo-Visma \| + 20 s \| \| \| 10.º \| Ben Tulett \| Ineos Grenadiers \| + 21 s \| \| |                  |                        |            |
| |                  |                        |            |
| Fuente: ProCyclingStats |                  |                        |            |
| Clasificación de la etapa |                  |                        |            |
| Ciclista | Ciclista         | Equipo                 | Tiempo     |
| 1.º | Primož Roglič    | Jumbo-Visma            | 9 min 48 s |
| 2.º | Remco Evenepoel  | Quick-Step Alpha Vinyl | + 5 s      |
| 3.º | Rémi Cavagna     | Quick-Step Alpha Vinyl | + 16 s     |
| 4.º | Geraint Thomas   | Ineos Grenadiers       | + 18 s     |
| 5.º | Adam Yates       | Ineos Grenadiers       | + 18 s     |
| 6.º | Aleksandr Vlásov | Bora-Hansgrohe         | + 18 s     |
| 7.º | Bruno Armirail   | Groupama-FDJ           | + 20 s     |
| 8.º | Ion Izagirre     | Cofidis                | + 20 s     |
| 9.º | Jonas Vingegaard | Jumbo-Visma            | + 20 s     |
| 10.º | Ben Tulett       | Ineos Grenadiers       | + 21 s     |

| \| Clasificación general \| Clasificación general \| Clasificación general \| Clasificación general \| Clasificación general \| \| Ciclista \| Ciclista \| Equipo \| Tiempo \| \| \| --------------------- \| --------------------- \| ---------------------- \| --------------------- \| --------------------- \| \| 1.º \| Primož Roglič \| Jumbo-Visma \| 9 min 48 s \| \| \| 2.º \| Remco Evenepoel \| Quick-Step Alpha Vinyl \| + 5 s \| \| \| 3.º \| Rémi Cavagna \| Quick-Step Alpha Vinyl \| + 16 s \| \| \| 4.º \| Geraint Thomas \| Ineos Grenadiers \| + 18 s \| \| \| 5.º \| Adam Yates \| Ineos Grenadiers \| + 18 s \| \| \| 6.º \| Aleksandr Vlásov \| Bora-Hansgrohe \| + 18 s \| \| \| 7.º \| Bruno Armirail \| Groupama-FDJ \| + 20 s \| \| \| 8.º \| Ion Izagirre \| Cofidis \| + 20 s \| \| \| 9.º \| Jonas Vingegaard \| Jumbo-Visma \| + 20 s \| \| \| 10.º \| Ben Tulett \| Ineos Grenadiers \| + 21 s \| \| |                  |                        |            |
| |                  |                        |            |
| Fuente: ProCyclingStats |                  |                        |            |
| Clasificación general |                  |                        |            |
| Ciclista | Ciclista         | Equipo                 | Tiempo     |
| 1.º | Primož Roglič    | Jumbo-Visma            | 9 min 48 s |
| 2.º | Remco Evenepoel  | Quick-Step Alpha Vinyl | + 5 s      |
| 3.º | Rémi Cavagna     | Quick-Step Alpha Vinyl | + 16 s     |
| 4.º | Geraint Thomas   | Ineos Grenadiers       | + 18 s     |
| 5.º | Adam Yates       | Ineos Grenadiers       | + 18 s     |
| 6.º | Aleksandr Vlásov | Bora-Hansgrohe         | + 18 s     |
| 7.º | Bruno Armirail   | Groupama-FDJ           | + 20 s     |
| 8.º | Ion Izagirre     | Cofidis                | + 20 s     |
| 9.º | Jonas Vingegaard | Jumbo-Visma            | + 20 s     |
| 10.º | Ben Tulett       | Ineos Grenadiers       | + 21 s     |

### 2.ª etapa
| Leiza - Viana | etapa escarpada | (207,9 km) |

| \| Clasificación de la etapa \| Clasificación de la etapa \| Clasificación de la etapa \| Clasificación de la etapa \| Clasificación de la etapa \| \| Ciclista \| Ciclista \| Equipo \| Tiempo \| \| \| ------------------------- \| ------------------------- \| ---------------------------------- \| ------------------------- \| ------------------------- \| \| 1.º \| Julian Alaphilippe \| Quick-Step Alpha Vinyl \| 5 h 04 min 35 s \| \| \| 2.º \| Fabien Doubey \| TotalEnergies \| + 0 s \| \| \| 3.º \| Quinten Hermans \| Intermarché-Wanty-Gobert Matériaux \| + 0 s \| \| \| 4.º \| Hugo Houle \| Israel-Premier Tech \| + 0 s \| \| \| 5.º \| Orluis Aular \| Caja Rural-Seguros RGA \| + 0 s \| \| \| 6.º \| Gotzon Martín \| Euskaltel-Euskadi \| + 0 s \| \| \| 7.º \| Adam Yates \| Ineos Grenadiers \| + 0 s \| \| \| 8.º \| David Gaudu \| Groupama-FDJ \| + 0 s \| \| \| 9.º \| Remco Evenepoel \| Quick-Step Alpha Vinyl \| + 0 s \| \| \| 10.º \| Maxim Van Gils \| Lotto-Soudal \| + 0 s \| \| |                    |                                    |                 |
| |                    |                                    |                 |
| Fuente: ProCyclingStats |                    |                                    |                 |
| Clasificación de la etapa |                    |                                    |                 |
| Ciclista | Ciclista           | Equipo                             | Tiempo          |
| 1.º | Julian Alaphilippe | Quick-Step Alpha Vinyl             | 5 h 04 min 35 s |
| 2.º | Fabien Doubey      | TotalEnergies                      | + 0 s           |
| 3.º | Quinten Hermans    | Intermarché-Wanty-Gobert Matériaux | + 0 s           |
| 4.º | Hugo Houle         | Israel-Premier Tech                | + 0 s           |
| 5.º | Orluis Aular       | Caja Rural-Seguros RGA             | + 0 s           |
| 6.º | Gotzon Martín      | Euskaltel-Euskadi                  | + 0 s           |
| 7.º | Adam Yates         | Ineos Grenadiers                   | + 0 s           |
| 8.º | David Gaudu        | Groupama-FDJ                       | + 0 s           |
| 9.º | Remco Evenepoel    | Quick-Step Alpha Vinyl             | + 0 s           |
| 10.º | Maxim Van Gils     | Lotto-Soudal                       | + 0 s           |

| \| Clasificación general \| Clasificación general \| Clasificación general \| Clasificación general \| Clasificación general \| \| Ciclista \| Ciclista \| Equipo \| Tiempo \| \| \| --------------------- \| --------------------- \| ---------------------- \| --------------------- \| --------------------- \| \| 1.º \| Primož Roglič \| Jumbo-Visma \| 5 h 04 min 35 s \| \| \| 2.º \| Remco Evenepoel \| Quick-Step Alpha Vinyl \| + 5 s \| \| \| 3.º \| Rémi Cavagna \| Quick-Step Alpha Vinyl \| + 16 s \| \| \| 4.º \| Geraint Thomas \| Ineos Grenadiers \| + 18 s \| \| \| 5.º \| Adam Yates \| Ineos Grenadiers \| + 18 s \| \| \| 6.º \| Aleksandr Vlásov \| Bora-Hansgrohe \| + 18 s \| \| \| 7.º \| Bruno Armirail \| Groupama-FDJ \| + 20 s \| \| \| 8.º \| Ion Izagirre \| Cofidis \| + 20 s \| \| \| 9.º \| Jonas Vingegaard \| Jumbo-Visma \| + 20 s \| \| \| 10.º \| Ben Tulett \| Ineos Grenadiers \| + 21 s \| \| |                  |                        |                 |
| |                  |                        |                 |
| Fuente: ProCyclingStats |                  |                        |                 |
| Clasificación general |                  |                        |                 |
| Ciclista | Ciclista         | Equipo                 | Tiempo          |
| 1.º | Primož Roglič    | Jumbo-Visma            | 5 h 04 min 35 s |
| 2.º | Remco Evenepoel  | Quick-Step Alpha Vinyl | + 5 s           |
| 3.º | Rémi Cavagna     | Quick-Step Alpha Vinyl | + 16 s          |
| 4.º | Geraint Thomas   | Ineos Grenadiers       | + 18 s          |
| 5.º | Adam Yates       | Ineos Grenadiers       | + 18 s          |
| 6.º | Aleksandr Vlásov | Bora-Hansgrohe         | + 18 s          |
| 7.º | Bruno Armirail   | Groupama-FDJ           | + 20 s          |
| 8.º | Ion Izagirre     | Cofidis                | + 20 s          |
| 9.º | Jonas Vingegaard | Jumbo-Visma            | + 20 s          |
| 10.º | Ben Tulett       | Ineos Grenadiers       | + 21 s          |

### 3.ª etapa
| Llodio - Amurrio | etapa de media montaña | (181,7 km) |

| \| Clasificación de la etapa \| Clasificación de la etapa \| Clasificación de la etapa \| Clasificación de la etapa \| Clasificación de la etapa \| \| Ciclista \| Ciclista \| Equipo \| Tiempo \| \| \| ------------------------- \| ------------------------- \| ------------------------- \| ------------------------- \| ------------------------- \| \| 1.º \| Pello Bilbao \| Bahrain Victorious \| 4 h 35 min 24 s \| \| \| 2.º \| Julian Alaphilippe \| Quick-Step Alpha Vinyl \| + 0 s \| \| \| 3.º \| Aleksandr Vlásov \| Bora-Hansgrohe \| + 0 s \| \| \| 4.º \| David Gaudu \| Groupama-FDJ \| + 0 s \| \| \| 5.º \| Enric Mas \| Movistar Team \| + 0 s \| \| \| 6.º \| Pierre Latour \| TotalEnergies \| + 0 s \| \| \| 7.º \| Primož Roglič \| Jumbo-Visma \| + 0 s \| \| \| 8.º \| Ion Izagirre \| Cofidis \| + 0 s \| \| \| 9.º \| Jonas Vingegaard \| Jumbo-Visma \| + 0 s \| \| \| 10.º \| Rigoberto Urán \| EF Education-EasyPost \| + 0 s \| \| |                    |                        |                 |
| |                    |                        |                 |
| Fuente: ProCyclingStats |                    |                        |                 |
| Clasificación de la etapa |                    |                        |                 |
| Ciclista | Ciclista           | Equipo                 | Tiempo          |
| 1.º | Pello Bilbao       | Bahrain Victorious     | 4 h 35 min 24 s |
| 2.º | Julian Alaphilippe | Quick-Step Alpha Vinyl | + 0 s           |
| 3.º | Aleksandr Vlásov   | Bora-Hansgrohe         | + 0 s           |
| 4.º | David Gaudu        | Groupama-FDJ           | + 0 s           |
| 5.º | Enric Mas          | Movistar Team          | + 0 s           |
| 6.º | Pierre Latour      | TotalEnergies          | + 0 s           |
| 7.º | Primož Roglič      | Jumbo-Visma            | + 0 s           |
| 8.º | Ion Izagirre       | Cofidis                | + 0 s           |
| 9.º | Jonas Vingegaard   | Jumbo-Visma            | + 0 s           |
| 10.º | Rigoberto Urán     | EF Education-EasyPost  | + 0 s           |

| \| Clasificación general \| Clasificación general \| Clasificación general \| Clasificación general \| Clasificación general \| \| Ciclista \| Ciclista \| Equipo \| Tiempo \| \| \| --------------------- \| ---------------------- \| ---------------------- \| --------------------- \| --------------------- \| \| 1.º \| Primož Roglič \| Jumbo-Visma \| 9 h 49 min 47 s \| \| \| 2.º \| Remco Evenepoel \| Quick-Step Alpha Vinyl \| + 5 s \| \| \| 3.º \| Aleksandr Vlásov \| Bora-Hansgrohe \| + 14 s \| \| \| 4.º \| Adam Yates \| Ineos Grenadiers \| + 18 s \| \| \| 5.º \| Pello Bilbao \| Bahrain Victorious \| + 19 s \| \| \| 6.º \| Jonas Vingegaard \| Jumbo-Visma \| + 19 s \| \| \| 7.º \| Ion Izagirre \| Cofidis \| + 20 s \| \| \| 8.º \| Daniel Felipe Martínez \| Ineos Grenadiers \| + 21 s \| \| \| 9.º \| Pierre Latour \| TotalEnergies \| + 25 s \| \| \| 10.º \| Julian Alaphilippe \| Quick-Step Alpha Vinyl \| + 28 s \| \| |                        |                        |                 |
| |                        |                        |                 |
| Fuente: ProCyclingStats |                        |                        |                 |
| Clasificación general |                        |                        |                 |
| Ciclista | Ciclista               | Equipo                 | Tiempo          |
| 1.º | Primož Roglič          | Jumbo-Visma            | 9 h 49 min 47 s |
| 2.º | Remco Evenepoel        | Quick-Step Alpha Vinyl | + 5 s           |
| 3.º | Aleksandr Vlásov       | Bora-Hansgrohe         | + 14 s          |
| 4.º | Adam Yates             | Ineos Grenadiers       | + 18 s          |
| 5.º | Pello Bilbao           | Bahrain Victorious     | + 19 s          |
| 6.º | Jonas Vingegaard       | Jumbo-Visma            | + 19 s          |
| 7.º | Ion Izagirre           | Cofidis                | + 20 s          |
| 8.º | Daniel Felipe Martínez | Ineos Grenadiers       | + 21 s          |
| 9.º | Pierre Latour          | TotalEnergies          | + 25 s          |
| 10.º | Julian Alaphilippe     | Quick-Step Alpha Vinyl | + 28 s          |

### 4.ª etapa
| Vitoria - Zamudio | etapa de media montaña | (185,6 km) |

| \| Clasificación de la etapa \| Clasificación de la etapa \| Clasificación de la etapa \| Clasificación de la etapa \| Clasificación de la etapa \| \| Ciclista \| Ciclista \| Equipo \| Tiempo \| \| \| ------------------------- \| ------------------------- \| ------------------------- \| ------------------------- \| ------------------------- \| \| 1.º \| Daniel Felipe Martínez \| Ineos Grenadiers \| 4 h 15 min 23 s \| \| \| 2.º \| Julian Alaphilippe \| Quick-Step Alpha Vinyl \| + 0 s \| \| \| 3.º \| Diego Ulissi \| UAE Team Emirates \| + 0 s \| \| \| 4.º \| Primož Roglič \| Jumbo-Visma \| + 0 s \| \| \| 5.º \| Pello Bilbao \| Bahrain Victorious \| + 0 s \| \| \| 6.º \| Orluis Aular \| Caja Rural-Seguros RGA \| + 0 s \| \| \| 7.º \| Ruben Guerreiro \| EF Education-EasyPost \| + 0 s \| \| \| 8.º \| Rudy Molard \| Groupama-FDJ \| + 0 s \| \| \| 9.º \| Aleksandr Vlásov \| Bora-Hansgrohe \| + 0 s \| \| \| 10.º \| Gianluca Brambilla \| Trek-Segafredo \| + 0 s \| \| |                        |                        |                 |
| |                        |                        |                 |
| Fuente: ProCyclingStats |                        |                        |                 |
| Clasificación de la etapa |                        |                        |                 |
| Ciclista | Ciclista               | Equipo                 | Tiempo          |
| 1.º | Daniel Felipe Martínez | Ineos Grenadiers       | 4 h 15 min 23 s |
| 2.º | Julian Alaphilippe     | Quick-Step Alpha Vinyl | + 0 s           |
| 3.º | Diego Ulissi           | UAE Team Emirates      | + 0 s           |
| 4.º | Primož Roglič          | Jumbo-Visma            | + 0 s           |
| 5.º | Pello Bilbao           | Bahrain Victorious     | + 0 s           |
| 6.º | Orluis Aular           | Caja Rural-Seguros RGA | + 0 s           |
| 7.º | Ruben Guerreiro        | EF Education-EasyPost  | + 0 s           |
| 8.º | Rudy Molard            | Groupama-FDJ           | + 0 s           |
| 9.º | Aleksandr Vlásov       | Bora-Hansgrohe         | + 0 s           |
| 10.º | Gianluca Brambilla     | Trek-Segafredo         | + 0 s           |

| \| Clasificación general \| Clasificación general \| Clasificación general \| Clasificación general \| Clasificación general \| \| Ciclista \| Ciclista \| Equipo \| Tiempo \| \| \| --------------------- \| ---------------------- \| ---------------------- \| --------------------- \| --------------------- \| \| 1.º \| Primož Roglič \| Jumbo-Visma \| 14 h 05 min 10 s \| \| \| 2.º \| Remco Evenepoel \| Quick-Step Alpha Vinyl \| + 5 s \| \| \| 3.º \| Daniel Felipe Martínez \| Ineos Grenadiers \| + 11 s \| \| \| 4.º \| Aleksandr Vlásov \| Bora-Hansgrohe \| + 14 s \| \| \| 5.º \| Adam Yates \| Ineos Grenadiers \| + 18 s \| \| \| 6.º \| Pello Bilbao \| Bahrain Victorious \| + 19 s \| \| \| 7.º \| Jonas Vingegaard \| Jumbo-Visma \| + 19 s \| \| \| 8.º \| Ion Izagirre \| Cofidis \| + 20 s \| \| \| 9.º \| Julian Alaphilippe \| Quick-Step Alpha Vinyl \| + 22 s \| \| \| 10.º \| David Gaudu \| Groupama-FDJ \| + 32 s \| \| |                        |                        |                  |
| |                        |                        |                  |
| Fuente: ProCyclingStats |                        |                        |                  |
| Clasificación general |                        |                        |                  |
| Ciclista | Ciclista               | Equipo                 | Tiempo           |
| 1.º | Primož Roglič          | Jumbo-Visma            | 14 h 05 min 10 s |
| 2.º | Remco Evenepoel        | Quick-Step Alpha Vinyl | + 5 s            |
| 3.º | Daniel Felipe Martínez | Ineos Grenadiers       | + 11 s           |
| 4.º | Aleksandr Vlásov       | Bora-Hansgrohe         | + 14 s           |
| 5.º | Adam Yates             | Ineos Grenadiers       | + 18 s           |
| 6.º | Pello Bilbao           | Bahrain Victorious     | + 19 s           |
| 7.º | Jonas Vingegaard       | Jumbo-Visma            | + 19 s           |
| 8.º | Ion Izagirre           | Cofidis                | + 20 s           |
| 9.º | Julian Alaphilippe     | Quick-Step Alpha Vinyl | + 22 s           |
| 10.º | David Gaudu            | Groupama-FDJ           | + 32 s           |

### 5.ª etapa
| Zamudio - Mallavia | etapa de montaña | (163,7 km) |

| \| Clasificación de la etapa \| Clasificación de la etapa \| Clasificación de la etapa \| Clasificación de la etapa \| Clasificación de la etapa \| \| Ciclista \| Ciclista \| Equipo \| Tiempo \| \| \| ------------------------- \| ------------------------- \| ------------------------- \| ------------------------- \| ------------------------- \| \| 1.º \| Carlos Rodríguez \| Ineos Grenadiers \| 4 h 07 min 09 s \| \| \| 2.º \| Daniel Felipe Martínez \| Ineos Grenadiers \| + 7 s \| \| \| 3.º \| Remco Evenepoel \| Quick-Step Alpha Vinyl \| + 9 s \| \| \| 4.º \| Ion Izagirre \| Cofidis \| + 11 s \| \| \| 5.º \| Enric Mas \| Movistar Team \| + 11 s \| \| \| 6.º \| Pello Bilbao \| Bahrain Victorious \| + 13 s \| \| \| 7.º \| Aleksandr Vlásov \| Bora-Hansgrohe \| + 18 s \| \| \| 8.º \| Jonas Vingegaard \| Jumbo-Visma \| + 20 s \| \| \| 9.º \| Marc Soler \| UAE Team Emirates \| + 38 s \| \| \| 10.º \| Fernando Barceló \| Caja Rural-Seguros RGA \| + 1 min 07 s \| \| |                        |                        |                 |
| |                        |                        |                 |
| Fuente: ProCyclingStats |                        |                        |                 |
| Clasificación de la etapa |                        |                        |                 |
| Ciclista | Ciclista               | Equipo                 | Tiempo          |
| 1.º | Carlos Rodríguez       | Ineos Grenadiers       | 4 h 07 min 09 s |
| 2.º | Daniel Felipe Martínez | Ineos Grenadiers       | + 7 s           |
| 3.º | Remco Evenepoel        | Quick-Step Alpha Vinyl | + 9 s           |
| 4.º | Ion Izagirre           | Cofidis                | + 11 s          |
| 5.º | Enric Mas              | Movistar Team          | + 11 s          |
| 6.º | Pello Bilbao           | Bahrain Victorious     | + 13 s          |
| 7.º | Aleksandr Vlásov       | Bora-Hansgrohe         | + 18 s          |
| 8.º | Jonas Vingegaard       | Jumbo-Visma            | + 20 s          |
| 9.º | Marc Soler             | UAE Team Emirates      | + 38 s          |
| 10.º | Fernando Barceló       | Caja Rural-Seguros RGA | + 1 min 07 s    |

| \| Clasificación general \| Clasificación general \| Clasificación general \| Clasificación general \| Clasificación general \| \| Ciclista \| Ciclista \| Equipo \| Tiempo \| \| \| --------------------- \| ---------------------- \| ---------------------- \| --------------------- \| --------------------- \| \| 1.º \| Remco Evenepoel \| Quick-Step Alpha Vinyl \| 18 h 12 min 29 s \| \| \| 2.º \| Daniel Felipe Martínez \| Ineos Grenadiers \| + 2 s \| \| \| 3.º \| Ion Izagirre \| Cofidis \| + 21 s \| \| \| 4.º \| Aleksandr Vlásov \| Bora-Hansgrohe \| + 22 s \| \| \| 5.º \| Pello Bilbao \| Bahrain Victorious \| + 22 s \| \| \| 6.º \| Jonas Vingegaard \| Jumbo-Visma \| + 29 s \| \| \| 7.º \| Enric Mas \| Movistar Team \| + 37 s \| \| \| 8.º \| Primož Roglič \| Jumbo-Visma \| + 1 min 05 s \| \| \| 9.º \| Adam Yates \| Ineos Grenadiers \| + 1 min 15 s \| \| \| 10.º \| Marc Soler \| UAE Team Emirates \| + 1 min 30 s \| \| |                        |                        |                  |
| |                        |                        |                  |
| Fuente: ProCyclingStats |                        |                        |                  |
| Clasificación general |                        |                        |                  |
| Ciclista | Ciclista               | Equipo                 | Tiempo           |
| 1.º | Remco Evenepoel        | Quick-Step Alpha Vinyl | 18 h 12 min 29 s |
| 2.º | Daniel Felipe Martínez | Ineos Grenadiers       | + 2 s            |
| 3.º | Ion Izagirre           | Cofidis                | + 21 s           |
| 4.º | Aleksandr Vlásov       | Bora-Hansgrohe         | + 22 s           |
| 5.º | Pello Bilbao           | Bahrain Victorious     | + 22 s           |
| 6.º | Jonas Vingegaard       | Jumbo-Visma            | + 29 s           |
| 7.º | Enric Mas              | Movistar Team          | + 37 s           |
| 8.º | Primož Roglič          | Jumbo-Visma            | + 1 min 05 s     |
| 9.º | Adam Yates             | Ineos Grenadiers       | + 1 min 15 s     |
| 10.º | Marc Soler             | UAE Team Emirates      | + 1 min 30 s     |

### 6.ª etapa
| Éibar - Arrate | etapa de montaña | (135,6 km) |

| \| Clasificación de la etapa \| Clasificación de la etapa \| Clasificación de la etapa \| Clasificación de la etapa \| Clasificación de la etapa \| \| Ciclista \| Ciclista \| Equipo \| Tiempo \| \| \| ------------------------- \| ------------------------- \| ------------------------- \| ------------------------- \| ------------------------- \| \| 1.º \| Ion Izagirre \| Cofidis \| 3 h 47 min 07 s \| \| \| 2.º \| Aleksandr Vlásov \| Bora-Hansgrohe \| + 0 s \| \| \| 3.º \| Marc Soler \| UAE Team Emirates \| + 0 s \| \| \| 4.º \| Daniel Felipe Martínez \| Ineos Grenadiers \| + 0 s \| \| \| 5.º \| Jonas Vingegaard \| Jumbo-Visma \| + 3 s \| \| \| 6.º \| Pello Bilbao \| Bahrain Victorious \| + 13 s \| \| \| 7.º \| Remco Evenepoel \| Quick-Step Alpha Vinyl \| + 24 s \| \| \| 8.º \| Juan Pedro López \| Trek-Segafredo \| + 52 s \| \| \| 9.º \| Davide Formolo \| UAE Team Emirates \| + 1 min 29 s \| \| \| 10.º \| Felix Gall \| AG2R Citroën Team \| + 1 min 41 s \| \| |                        |                        |                 |
| |                        |                        |                 |
| Fuente: ProCyclingStats |                        |                        |                 |
| Clasificación de la etapa |                        |                        |                 |
| Ciclista | Ciclista               | Equipo                 | Tiempo          |
| 1.º | Ion Izagirre           | Cofidis                | 3 h 47 min 07 s |
| 2.º | Aleksandr Vlásov       | Bora-Hansgrohe         | + 0 s           |
| 3.º | Marc Soler             | UAE Team Emirates      | + 0 s           |
| 4.º | Daniel Felipe Martínez | Ineos Grenadiers       | + 0 s           |
| 5.º | Jonas Vingegaard       | Jumbo-Visma            | + 3 s           |
| 6.º | Pello Bilbao           | Bahrain Victorious     | + 13 s          |
| 7.º | Remco Evenepoel        | Quick-Step Alpha Vinyl | + 24 s          |
| 8.º | Juan Pedro López       | Trek-Segafredo         | + 52 s          |
| 9.º | Davide Formolo         | UAE Team Emirates      | + 1 min 29 s    |
| 10.º | Felix Gall             | AG2R Citroën Team      | + 1 min 41 s    |

## Clasificaciones finales
- Las clasificaciones finalizaron de la siguiente forma:[2]

### Clasificación general
| \| Clasificación general \| Clasificación general \| Clasificación general \| Clasificación general \| Clasificación general \| \| Ciclista \| Ciclista \| Equipo \| Tiempo \| \| \| --------------------- \| ---------------------- \| ---------------------- \| --------------------- \| --------------------- \| \| 1.º \| Daniel Felipe Martínez \| Ineos Grenadiers \| 21 h 59 min 36 s \| \| \| 2.º \| Ion Izagirre \| Cofidis \| + 11 s \| \| \| 3.º \| Aleksandr Vlásov \| Bora-Hansgrohe \| + 16 s \| \| \| 4.º \| Remco Evenepoel \| Quick-Step Alpha Vinyl \| + 21 s \| \| \| 5.º \| Pello Bilbao \| Bahrain Victorious \| + 32 s \| \| \| 6.º \| Jonas Vingegaard \| Jumbo-Visma \| + 32 s \| \| \| 7.º \| Marc Soler \| UAE Team Emirates \| + 1 min 26 s \| \| \| 8.º \| Primož Roglič \| Jumbo-Visma \| + 3 min 18 s \| \| \| 9.º \| Enric Mas \| Movistar Team \| + 3 min 55 s \| \| \| 10.º \| Rigoberto Urán \| EF Education-EasyPost \| + 5 min 03 s \| \| \| 11.º \| Juan Pedro López \| Trek-Segafredo \| + 5 min 24 s \| \| \| 12.º \| Felix Gall \| AG2R Citroën Team \| + 5 min 58 s \| \| \| 13.º \| Michael Woods \| Israel-Premier Tech \| + 7 min 16 s \| \| \| 14.º \| Diego Ulissi \| UAE Team Emirates \| + 7 min 25 s \| \| \| 15.º \| Gianluca Brambilla \| Trek-Segafredo \| + 8 min 02 s \| \| \| 16.º \| Steff Cras \| Lotto-Soudal \| + 8 min 32 s \| \| \| 17.º \| Jonathan Lastra \| Caja Rural-Seguros RGA \| + 8 min 43 s \| \| \| 18.º \| David Gaudu \| Groupama-FDJ \| + 8 min 49 s \| \| \| 19.º \| Sébastien Reichenbach \| Groupama-FDJ \| + 8 min 51 s \| \| \| 20.º \| Ruben Guerreiro \| EF Education-EasyPost \| + 12 min 18 s \| \| \| 21.º \| Mikel Bizkarra \| Euskaltel-Euskadi \| + 13 min 08 s \| \| \| 22.º \| Ben Tulett \| Ineos Grenadiers \| + 13 min 25 s \| \| \| 23.º \| Dani Navarro \| Burgos-BH \| + 14 min 07 s \| \| \| 24.º \| Julian Alaphilippe \| Quick-Step Alpha Vinyl \| + 14 min 08 s \| \| \| 25.º \| Alexis Vuillermoz \| TotalEnergies \| + 14 min 21 s \| \| |                        |                        |                  |
| |                        |                        |                  |
| Fuente: ProCyclingStats |                        |                        |                  |
| Clasificación general |                        |                        |                  |
| Ciclista | Ciclista               | Equipo                 | Tiempo           |
| 1.º | Daniel Felipe Martínez | Ineos Grenadiers       | 21 h 59 min 36 s |
| 2.º | Ion Izagirre           | Cofidis                | + 11 s           |
| 3.º | Aleksandr Vlásov       | Bora-Hansgrohe         | + 16 s           |
| 4.º | Remco Evenepoel        | Quick-Step Alpha Vinyl | + 21 s           |
| 5.º | Pello Bilbao           | Bahrain Victorious     | + 32 s           |
| 6.º | Jonas Vingegaard       | Jumbo-Visma            | + 32 s           |
| 7.º | Marc Soler             | UAE Team Emirates      | + 1 min 26 s     |
| 8.º | Primož Roglič          | Jumbo-Visma            | + 3 min 18 s     |
| 9.º | Enric Mas              | Movistar Team          | + 3 min 55 s     |
| 10.º | Rigoberto Urán         | EF Education-EasyPost  | + 5 min 03 s     |
| 11.º | Juan Pedro López       | Trek-Segafredo         | + 5 min 24 s     |
| 12.º | Felix Gall             | AG2R Citroën Team      | + 5 min 58 s     |
| 13.º | Michael Woods          | Israel-Premier Tech    | + 7 min 16 s     |
| 14.º | Diego Ulissi           | UAE Team Emirates      | + 7 min 25 s     |
| 15.º | Gianluca Brambilla     | Trek-Segafredo         | + 8 min 02 s     |
| 16.º | Steff Cras             | Lotto-Soudal           | + 8 min 32 s     |
| 17.º | Jonathan Lastra        | Caja Rural-Seguros RGA | + 8 min 43 s     |
| 18.º | David Gaudu            | Groupama-FDJ           | + 8 min 49 s     |
| 19.º | Sébastien Reichenbach  | Groupama-FDJ           | + 8 min 51 s     |
| 20.º | Ruben Guerreiro        | EF Education-EasyPost  | + 12 min 18 s    |
| 21.º | Mikel Bizkarra         | Euskaltel-Euskadi      | + 13 min 08 s    |
| 22.º | Ben Tulett             | Ineos Grenadiers       | + 13 min 25 s    |
| 23.º | Dani Navarro           | Burgos-BH              | + 14 min 07 s    |
| 24.º | Julian Alaphilippe     | Quick-Step Alpha Vinyl | + 14 min 08 s    |
| 25.º | Alexis Vuillermoz      | TotalEnergies          | + 14 min 21 s    |

### Clasificación por puntos
| Clasificación por puntos | Clasificación por puntos | Clasificación por puntos | Clasificación por puntos | Clasificación por puntos |
| Ciclista                 | Ciclista                 | Equipo                   | Puntos                   |                          |
| ------------------------ | ------------------------ | ------------------------ | ------------------------ | ------------------------ |
| 1.º                      | Daniel Felipe Martínez   | Ineos Grenadiers         | 74 pts                   |                          |
| 2.º                      | Julian Alaphilippe       | Quick-Step Alpha Vinyl   | 65 pts                   |                          |
| 3.º                      | Remco Evenepoel          | Quick-Step Alpha Vinyl   | 65 pts                   |                          |
| 4.º                      | Aleksandr Vlásov         | Bora-Hansgrohe           | 62 pts                   |                          |
| 5.º                      | Pello Bilbao             | Bahrain Victorious       | 61 pts                   |                          |
| 6.º                      | Ion Izagirre             | Cofidis                  | 57 pts                   |                          |
| 7.º                      | Primož Roglič            | Jumbo-Visma              | 56 pts                   |                          |
| 8.º                      | Marc Soler               | UAE Team Emirates        | 45 pts                   |                          |
| 9.º                      | Jonas Vingegaard         | Jumbo-Visma              | 38 pts                   |                          |
| 10.º                     | Carlos Rodríguez         | Ineos Grenadiers         | 37 pts                   |                          |

### Clasificación de la montaña
| Clasificación de la montaña | Clasificación de la montaña | Clasificación de la montaña | Clasificación de la montaña | Clasificación de la montaña |
| Ciclista                    | Ciclista                    | Equipo                      | Puntos                      |                             |
| --------------------------- | --------------------------- | --------------------------- | --------------------------- | --------------------------- |
| 1.º                         | Cristián Rodríguez          | TotalEnergies               | 40 pts                      |                             |
| 2.º                         | Davide Formolo              | UAE Team Emirates           | 38 pts                      |                             |
| 3.º                         | Jonas Vingegaard            | Jumbo-Visma                 | 17 pts                      |                             |
| 4.º                         | Daniel Felipe Martínez      | Ineos Grenadiers            | 12 pts                      |                             |
| 5.º                         | Ibon Ruiz                   | Equipo Kern Pharma          | 12 pts                      |                             |
| 6.º                         | Marc Soler                  | UAE Team Emirates           | 12 pts                      |                             |
| 7.º                         | Carlos Rodríguez            | Ineos Grenadiers            | 10 pts                      |                             |
| 8.º                         | Geraint Thomas              | Ineos Grenadiers            | 10 pts                      |                             |
| 9.º                         | Tony Gallopin               | Trek-Segafredo              | 10 pts                      |                             |
| 10.º                        | Ion Izagirre                | Cofidis                     | 9 pts                       |                             |

### Clasificación sub-23
| Clasificación sub-23 | Clasificación sub-23 | Clasificación sub-23   | Clasificación sub-23 | Clasificación sub-23 |
| Ciclista             | Ciclista             | Equipo                 | Tiempo               |                      |
| -------------------- | -------------------- | ---------------------- | -------------------- | -------------------- |
| 1.º                  | Remco Evenepoel      | Quick-Step Alpha Vinyl | 21 h 59 min 57 s     |                      |
| 2.º                  | Juan Pedro López     | Trek-Segafredo         | + 5 min 03 s         |                      |
| 3.º                  | Felix Gall           | AG2R Citroën Team      | + 5 min 37 s         |                      |
| 4.º                  | Ben Tulett           | Ineos Grenadiers       | + 13 min 04 s        |                      |
| 5.º                  | Carlos Rodríguez     | Ineos Grenadiers       | + 14 min 41 s        |                      |
| 6.º                  | Andreas Leknessund   | Team DSM               | + 16 min 17 s        |                      |
| 7.º                  | Igor Arrieta         | Equipo Kern Pharma     | + 23 min 38 s        |                      |
| 8.º                  | Gino Mäder           | Bahrain Victorious     | + 29 min 21 s        |                      |
| 9.º                  | Mauri Vansevenant    | Quick-Step Alpha Vinyl | + 36 min 33 s        |                      |
| 10.º                 | Ibon Ruiz            | Equipo Kern Pharma     | + 51 min 00 s        |                      |

### Clasificación por equipos
| Clasificación por equipos | Clasificación por equipos | Clasificación por equipos | Clasificación por equipos |
| Equipo                    | Equipo                    | Tiempo                    |                           |
| ------------------------- | ------------------------- | ------------------------- | ------------------------- |
| 1.º                       | Ineos Grenadiers          | 66 h 20 min 44 s          |                           |
| 2.º                       | UAE Team Emirates         | + 1 min 16 s              |                           |
| 3.º                       | Jumbo-Visma               | + 11 min 25 s             |                           |
| 4.º                       | Bahrain Victorious        | + 11 min 47 s             |                           |
| 5.º                       | Movistar Team             | + 13 min 35 s             |                           |
| 6.º                       | Groupama-FDJ              | + 18 min 16 s             |                           |
| 7.º                       | Trek-Segafredo            | + 22 min 09 s             |                           |
| 8.º                       | Quick-Step Alpha Vinyl    | + 29 min 24 s             |                           |
| 9.º                       | Cofidis                   | + 31 min 30 s             |                           |
| 10.º                      | Caja Rural-Seguros RGA    | + 32 min 47 s             |                           |

## Evolución de las clasificaciones
| Etapa                   |                         | Ganador _              | Clasificación general  | Puntos                 | Montaña            | Jóvenes         | Combatividad       | Equipo                 |
| ----------------------- | ----------------------- | ---------------------- | ---------------------- | ---------------------- | ------------------ | --------------- | ------------------ | ---------------------- |
| 1.ª etapa               | contrarreloj individual | Primož Roglič          | Primož Roglič          | Primož Roglič          | Remco Evenepoel    | Remco Evenepoel | no otorgado        | Quick-Step Alpha Vinyl |
| 2.ª etapa               | etapa escarpada         | Julian Alaphilippe     | Primož Roglič          | Primož Roglič          | Ibon Ruiz          | Remco Evenepoel | Ibon Ruiz          | Quick-Step Alpha Vinyl |
| 3.ª etapa               | etapa de media montaña  | Pello Bilbao           | Primož Roglič          | Julian Alaphilippe     | Cristián Rodríguez | Remco Evenepoel | Cristián Rodríguez | Jumbo-Visma            |
| 4.ª etapa               | etapa de media montaña  | Daniel Felipe Martínez | Primož Roglič          | Julian Alaphilippe     | Cristián Rodríguez | Remco Evenepoel | Victor Lafay       | Ineos Grenadiers       |
| 5.ª etapa               | etapa de montaña        | Carlos Rodríguez       | Remco Evenepoel        | Julian Alaphilippe     | Cristián Rodríguez | Remco Evenepoel | Marc Soler         | Ineos Grenadiers       |
| 6.ª etapa               | etapa de montaña        | Ion Izagirre           | Daniel Felipe Martínez | Daniel Felipe Martínez | Cristián Rodríguez | Remco Evenepoel | Ion Izagirre       | Ineos Grenadiers       |
| Clasificaciones finales | Clasificaciones finales |                        | Daniel Felipe Martínez | Daniel Felipe Martínez | Cristián Rodríguez | Remco Evenepoel | no otorgado        | Ineos Grenadiers       |

## Ciclistas participantes y posiciones finales
Convenciones:
- AB-N: Abandono en la etapa "N"
- FLT-N: Retiro por arribo fuera del límite de tiempo en la etapa "N"
- NTS-N: No tomó la salida para la etapa "N"
- DES-N: Descalificado o expulsado en la etapa "N"

## UCI World Ranking
La Vuelta al País Vasco otorgó puntos para el UCI World Ranking para corredores de los equipos en las categorías UCI WorldTeam, UCI ProTeam y Continental. Las siguientes tablas son el baremo de puntuación y los diez corredores que obtuvieron más puntos:
| Posición              | 1.º | 2.º | 3.º | 4.º | 5.º | 6.º | 7.º | 8.º | 9.º | 10.º | 11.º | 12.º | 13.º | 14.º | 15.º | 16.º-20.º | 21.º-30.º | 31.º-50.º | 51.º-55.º | 56.º-60.º |
| Clasificación general | 400 | 320 | 260 | 220 | 180 | 140 | 120 | 100 | 80  | 68   | 56   | 48   | 40   | 32   | 28   | 24        | 16        | 8         | 4         | 2         |
| Por etapa             | 50  | 20  | 8   |     |     |     |     |     |     |      |      |      |      |      |      |           |           |           |           |           |
| Líder                 | 8   |     |     |     |     |     |     |     |     |      |      |      |      |      |      |           |           |           |           |           |

| Clasificación |                        |                        |         |       |       |       |
| Posición      | Ciclista               | Equipo                 | General | Etapa | Líder | Total |
| ------------- | ---------------------- | ---------------------- | ------- | ----- | ----- | ----- |
| 1.º           | Daniel Felipe Martínez | INEOS Grenadiers       | 400     | 70    | -     | 470   |
| 2.º           | Ion Izagirre           | Cofidis                | 320     | 50    | -     | 370   |
| 3.º           | Aleksandr Vlasov       | Bora-Hansgrohe         | 260     | 28    | -     | 288   |
| 4.º           | Remco Evenepoel        | Quick-Step Alpha Vinyl | 220     | 28    | 8     | 256   |
| 5.º           | Pello Bilbao           | Bahrain Victorious     | 180     | 50    | -     | 230   |
| 6.º           | Primož Roglič          | Jumbo-Visma            | 100     | 50    | 32    | 182   |
| 7.º           | Jonas Vingegaard       | Jumbo-Visma            | 140     | -     | -     | 140   |
| 8.º           | Marc Soler             | UAE Emirates           | 120     | 8     | -     | 128   |
| 9.º           | Julian Alaphilippe     | Quick-Step Alpha Vinyl | 16      | 90    | -     | 106   |
| 10.º          | Enric Mas              | Movistar               | 80      | -     | -     | 80    |